# Naas (Austria)
Naas è un comune austriaco di 1 395 abitanti nel distretto di Weiz, in Stiria.